# Collegio di Shrewsbury and Atcham
Shrewsbury and Atcham è stato un collegio elettorale inglese situato nello Shropshire, nelle Midlands Occidentali, rappresentato alla Camera dei comuni del Parlamento del Regno Unito. Eleggeva un membro del parlamento con il sistema first-past-the-post, ossia maggioritario a turno unico; il collegio è stato abolito in occasione della revisione periodica del 2024.

## Estensione
Il collegio aveva gli stessi confini dell'area del Consiglio dello Shropshire (la stessa area dell'ex borough di Shrewsbury and Atcham, da cui prendeva il nome il collegio).

## Membri del parlamento
| Elezione | Elezione | Deputato          | Partito          |
| -------- | -------- | ----------------- | ---------------- |
|          | 1983     | Derek Conway      | Conservatore     |
|          | 1997     | Paul Marsden      | Laburista        |
|          | 2001     | Paul Marsden      | Lib Dem          |
|          | 2005     | Paul Marsden      | Laburista        |
|          | 2005     | Daniel Kawczynski | Conservatore     |
|          | 2024     | Collegio abolito  | Collegio abolito |

## Elezioni

### Elezioni negli anni 2010
| Partito                    | Partito                                   | Candidato                  | Risultati 12 dicembre 2019 | Risultati 12 dicembre 2019 |
| Partito                    | Partito                                   | Candidato                  | Voti                       | %                          |
| -------------------------- | ----------------------------------------- | -------------------------- | -------------------------- | -------------------------- |
|                            | Conservatore                              | Daniel Kawczynski          | 31 021                     | 52,52                      |
|                            | Laburista                                 | Julia Buckley              | 19 804                     | 33,53                      |
|                            | Lib Dem                                   | Nat Green                  | 5 906                      | 10,00                      |
|                            | Verdi                                     | Julian Dean                | 1 762                      | 2,98                       |
|                            | Indipendente                              | Hannah Locke               | 572                        | 0,97                       |
|                            |                                           |                            |                            |                            |
| Iscritti                   | Iscritti                                  | Iscritti                   | 82 237                     | 100,00                     |
| ↳ Votanti (% su iscritti)  | ↳ Votanti (% su iscritti)                 | ↳ Votanti (% su iscritti)  | 59 065                     | 71,82                      |
| ↳ Astenuti (% su iscritti) | ↳ Astenuti (% su iscritti)                | ↳ Astenuti (% su iscritti) | 23 172                     | 28,18                      |
|                            |                                           |                            |                            |                            |
|                            | Esito: collegio confermato a Conservatore |                            |                            |                            |

| Partito                    | Partito                                   | Candidato                  | Risultati 8 giugno 2017 | Risultati 8 giugno 2017 |
| Partito                    | Partito                                   | Candidato                  | Voti                    | %                       |
| -------------------------- | ----------------------------------------- | -------------------------- | ----------------------- | ----------------------- |
|                            | Conservatore                              | Daniel Kawczynski          | 29 073                  | 49,95                   |
|                            | Laburista                                 | Laura Davies               | 22 446                  | 38,57                   |
|                            | Lib Dem                                   | Hannah Fraser              | 4 254                   | 7,31                    |
|                            | UKIP                                      | Edward Higginbottom        | 1 363                   | 2,34                    |
|                            | Verdi                                     | Emma Bullard               | 1 067                   | 1,83                    |
|                            |                                           |                            |                         |                         |
| Iscritti                   | Iscritti                                  | Iscritti                   | 79 080                  | 100,00                  |
| ↳ Votanti (% su iscritti)  | ↳ Votanti (% su iscritti)                 | ↳ Votanti (% su iscritti)  | 58 203                  | 73,60                   |
| ↳ Astenuti (% su iscritti) | ↳ Astenuti (% su iscritti)                | ↳ Astenuti (% su iscritti) | 20 877                  | 26,40                   |
|                            |                                           |                            |                         |                         |
|                            | Esito: collegio confermato a Conservatore |                            |                         |                         |

| Partito                    | Partito                                   | Candidato                  | Risultati 7 maggio 2015 | Risultati 7 maggio 2015 |
| Partito                    | Partito                                   | Candidato                  | Voti                    | %                       |
| -------------------------- | ----------------------------------------- | -------------------------- | ----------------------- | ----------------------- |
|                            | Conservatore                              | Daniel Kawczynski          | 24 628                  | 45,52                   |
|                            | Laburista                                 | Laura Davies               | 15 063                  | 27,84                   |
|                            | UKIP                                      | Suzanne Evans              | 7 813                   | 14,44                   |
|                            | Lib Dem                                   | Christine Tinker           | 4 268                   | 7,89                    |
|                            | Verdi                                     | Emma Bullard               | 2 247                   | 4,15                    |
|                            | Children of the Atom                      | Stirling McNeillie         | 83                      | 0,15                    |
|                            |                                           |                            |                         |                         |
| Iscritti                   | Iscritti                                  | Iscritti                   | 76 415                  | 100,00                  |
| ↳ Votanti (% su iscritti)  | ↳ Votanti (% su iscritti)                 | ↳ Votanti (% su iscritti)  | 54 102                  | 70,80                   |
| ↳ Astenuti (% su iscritti) | ↳ Astenuti (% su iscritti)                | ↳ Astenuti (% su iscritti) | 22 313                  | 29,20                   |
|                            |                                           |                            |                         |                         |
|                            | Esito: collegio confermato a Conservatore |                            |                         |                         |

| Partito                    | Partito                                   | Candidato                  | Risultati 6 maggio 2010 | Risultati 6 maggio 2010 |
| Partito                    | Partito                                   | Candidato                  | Voti                    | %                       |
| -------------------------- | ----------------------------------------- | -------------------------- | ----------------------- | ----------------------- |
|                            | Conservatore                              | Daniel Kawczynski          | 23 313                  | 43,95                   |
|                            | Lib Dem                                   | Charles West               | 15 369                  | 28,97                   |
|                            | Laburista                                 | Jon Tandy                  | 10 915                  | 20,58                   |
|                            | UKIP                                      | Peter Lewis                | 1 627                   | 3,07                    |
|                            | BNP                                       | James Whittall             | 1 168                   | 2,20                    |
|                            | Verdi                                     | Alan Whittaker             | 565                     | 1,07                    |
|                            | Impact                                    | James Gollins              | 88                      | 0,17                    |
|                            |                                           |                            |                         |                         |
| Iscritti                   | Iscritti                                  | Iscritti                   | 75 455                  | 100,00                  |
| ↳ Votanti (% su iscritti)  | ↳ Votanti (% su iscritti)                 | ↳ Votanti (% su iscritti)  | 53 045                  | 70,30                   |
| ↳ Astenuti (% su iscritti) | ↳ Astenuti (% su iscritti)                | ↳ Astenuti (% su iscritti) | 22 410                  | 29,70                   |
|                            |                                           |                            |                         |                         |
|                            | Esito: collegio confermato a Conservatore |                            |                         |                         |

### Elezioni negli anni 2000
| Partito                    | Partito                                           | Candidato                  | Risultati 5 maggio 2005 | Risultati 5 maggio 2005 |
| Partito                    | Partito                                           | Candidato                  | Voti                    | %                       |
| -------------------------- | ------------------------------------------------- | -------------------------- | ----------------------- | ----------------------- |
|                            | Conservatore                                      | Daniel Kawczynski          | 18 960                  | 37,70                   |
|                            | Laburista                                         | Michael Ion                | 17 152                  | 34,10                   |
|                            | Lib Dem                                           | Richard Burt               | 11 487                  | 22,84                   |
|                            | UKIP                                              | Peter Lewis                | 1 349                   | 2,68                    |
|                            | Verdi                                             | Emma Bullard               | 1 138                   | 2,26                    |
|                            | Indipendente                                      | James Gollins              | 126                     | 0,25                    |
|                            | World                                             | Nigel Harris               | 84                      | 0,17                    |
|                            |                                                   |                            |                         |                         |
| Iscritti                   | Iscritti                                          | Iscritti                   | 73 211                  | 100,00                  |
| ↳ Votanti (% su iscritti)  | ↳ Votanti (% su iscritti)                         | ↳ Votanti (% su iscritti)  | 50 296                  | 68,70                   |
| ↳ Astenuti (% su iscritti) | ↳ Astenuti (% su iscritti)                        | ↳ Astenuti (% su iscritti) | 22 915                  | 31,30                   |
|                            |                                                   |                            |                         |                         |
|                            | Esito: collegio passa da Laburista a Conservatore |                            |                         |                         |

| Partito                    | Partito                                | Candidato                  | Risultati 7 giugno 2001 | Risultati 7 giugno 2001 |
| Partito                    | Partito                                | Candidato                  | Voti                    | %                       |
| -------------------------- | -------------------------------------- | -------------------------- | ----------------------- | ----------------------- |
|                            | Laburista                              | Paul Marsden               | 22 253                  | 44,59                   |
|                            | Conservatore                           | Anthea McIntyre            | 18 674                  | 37,42                   |
|                            | Lib Dem                                | Jonathan Rule              | 6 173                   | 12,37                   |
|                            | UKIP                                   | Henry Curteis              | 1 620                   | 3,25                    |
|                            | Verdi                                  | Emma Bullard               | 931                     | 1,87                    |
|                            | Indipendente                           | James Gollins              | 258                     | 0,52                    |
|                            |                                        |                            |                         |                         |
| Iscritti                   | Iscritti                               | Iscritti                   | 74 938                  | 100,00                  |
| ↳ Votanti (% su iscritti)  | ↳ Votanti (% su iscritti)              | ↳ Votanti (% su iscritti)  | 49 909                  | 66,60                   |
| ↳ Astenuti (% su iscritti) | ↳ Astenuti (% su iscritti)             | ↳ Astenuti (% su iscritti) | 25 029                  | 33,40                   |
|                            |                                        |                            |                         |                         |
|                            | Esito: collegio confermato a Laburista |                            |                         |                         |

## Risultati dei referendum

### Referendum sulla permanenza del Regno Unito nell'Unione europea del 2016
|             | Collegio              | Lasciare UE % | Rimanere in UE % |
| ----------- | --------------------- | ------------- | ---------------- |
|             | Shrewsbury and Atcham | 53,0%         | 47,0%            |
| Inghilterra | 53,3%                 | 46,7%         |                  |
| Regno Unito | 51,9%                 | 48,1%         |                  |